# 服部良一
服部良一（日语：／ Hattori Ryōichi，1907年10月1日—1993年1月30日）是日本的作曲家、编曲家及作词家，出身於大阪府大阪市平野区。曾经使用「村雨まさを」的名义发表填词作品，也曾在香港以中文名「夏端齡」（Hattori的谐音）创作。他主要因其在日本歌谣曲、J-POP及爵士乐等音乐上的贡献而闻名。他创作了许多歌曲给表演歌手，正如是淡谷のり子、笠置静子、市丸及藤山一郎等等。他也创作了李香兰的歌曲《苏州夜曲》，该曲在半个多世纪内创造了一段尴尬争论，但夜曲不是一个军国主义的歌曲。另外，華語著名作曲家姚敏早期曾隨其學作曲。
服部良一的儿子当中包括有作曲家服部克久及演员服部吉次，而服部隆之是他的孙子，以及歌手服部富子是他的妹妹。曾孙女服部百音为小提琴家。

## 作品

### 主要作品
- （词：久保田宵ニ、歌：淡谷のり子（日语：淡谷のり子））
- （词：藤浦洸、歌：淡谷のり子）
- （词：野川香文、歌：淡谷のり子）
- （词：西条八十、歌：李香兰）
- （词：佐藤八郎、歌：渡边滨子）
- （词：藤浦洸、歌：雾岛昇、ミスコロムビア）
- （词：佐藤八郎、歌：雾岛昇）
- （词：佐藤惣之助、歌：高峰三枝子）
- （词：佐藤八郎、歌：李香兰）
- 東京ブギウギ（日语：東京ブギウギ）（词：铃木胜、歌：笠置静子）
- ジャングル・ブギー（日语：ジャングル・ブギー）（词：黑泽明、歌：笠置静子。电影《酩酊天使》插曲）
- 買物ブギー（日语：買物ブギー）（词：村雨まさを、歌：笠置静子）
- （1956年，词：村雨まさを、歌：笠置静子、旗照夫（日语：旗照夫）[2]:508；後改編為香港电影《野玫瑰之戀》插曲《說不出的快活》）
- （1949年，词：佐伯孝夫、歌：市丸（日语：市丸））[2]:108
- 青色山脉（日语：青い山脈 (曲)）（1949年，词：西条八十、歌：藤山一郎、奈良光枝）
- 東京の屋根の下（日语：東京の屋根の下）（1948年，词：佐伯孝夫、歌：灰田胜彦）
- （词：佐伯孝夫、歌：高峰秀子）
- （词：久保田宵ニ、歌：中野忠晴、コロムビア・リズム・ボーイズ）
- （1951年，词：藤浦洸、歌：美空云雀）[2]:181
- （在朝比奈隆指挥的大阪爱乐交响乐团・合唱团中演奏）
- （词：奥野椰子夫、歌：二叶秋子）
- （词：西条八十、歌：淡谷のり子）
- （词：藤浦洸、歌：藤山一郎）
- （词：西条八十、歌：藤山一郎）
- Grand Waltz（词・铃木比吕志、群马交响乐团）
- 交声曲（词・铃木比吕志、群马交响乐团）
- 明日の運命（日语：明日の運命）（1941年，中文版《希望在明天》，词：陈蝶衣、歌：静婷）
- （词：井田誠一、歌：渡边滨子；中文版《長帶三分笑》，词：狄薏、歌：静婷）
- （词：高橋掬太郎、歌：菊池章子；臺語版《廣東花》，词：黃俊雄、歌：西卿）

以“夏端齡”名義
- 桃花戀（歌：静婷）
- 寒雨曲（歌：潘秀瓊）
- 藍色的愛情（歌：潘秀瓊）

电影音乐
- 支那之夜
- 鸦片战争 - 包含歌曲『風は海から』（词：西条八十、歌：渡边滨子）
- 私の鶯 （满洲映画社、李香兰）
- 野玫瑰之戀（國際電影懋業、葛蘭）

电视音乐
- OTV讯号音乐（大阪电视台开场结束音乐）

### 致敬音乐专辑
- 服部良一 〜生誕100周年記念トリビュート・アルバム〜（2007年10月17日）

## 书籍
- 『ぼくの音楽人生』、日本文艺社、1993年3月

## 电视节目
- 今夜は最高!（1982年3月13日）